# Anthony J. Showalter

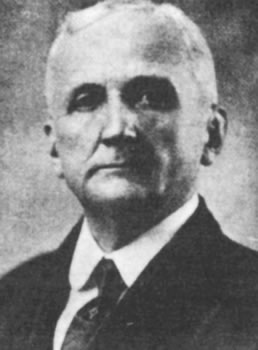
Anthony Showalter.

Anthony J. Showalter, född 1 maj 1858 i Cherry Grove i West Virginia, död 14 september 1924 i Chattanooga i Tennessee, var en amerikansk musikförläggare, musikpedagog och kompositör.

## Kompositioner
- Vilken underbar trygghet jag nu har